# Alice Birch
Alice Birch (10 settembre 1986) è una drammaturga e sceneggiatrice britannica.

## Biografia
Nel 2011 ha fatto il suo esordio come drammaturga con Many Moons al Theatre 503 di Londra, mentre nel 2013 la sua commedia radiofonica Absolutely Delish è stata trasmessa dalla BBC Radio 4. Nello stesso anno la sua pièce Little Light ha avuto la sua prima al Latitude Festival. Nel 2014 la Royal Shakespeare Company le ha commissionato il dramma Revolt. She Said. Revolt Again, portata al debutto a Stratford-upon-Avon.
Nel 2015 ha fatto il suo debutto internazionale con il dramma Ophelias Zimmer, esordito a Berlino con la regia di Katie Mitchell; il dramma esplora l'Amleto dal punto di vista di Ofelia. L'anno successivo ha scritto la sceneggiatura di Lady Macbeth, per cui ha vinto il British Independent Film Awards e ha ricevuto una candidatura al BAFTA al miglior esordio britannico da regista, sceneggiatore o produttore. Nel 2017 il suo dramma Anatomy of a Suicide ha avuto la sua prima al Royal Court Theatre, nel 2018 il suo dramma [BLANK] è stato portato in scena dalla Donmar Warehouse e nel 2019 un suo adattamento di Orlando è stato messo in cartellone allo Schaubühne di Berlino con la regia di Katie Mitchell.
Nel 2020 ha scritto a quattro mani con Sally Rooney la sceneggiatura della serie televisiva Normal People, ottenendo una candidatura al Premio Emmy; l'anno successivo ha firmato la sceneggiatura di Mothering Sunday, che ha avuto la sua prima durante la 74ª edizione del Festival di Cannes. Nel 2022 ha sceneggiato un altro adattamento televisivo di un romanzo della Rooney, Conversations with Friends, e curato la sceneggiatura de Il prodigio. Nel 2023 ha scritto un nuovo adattamento de La casa di Bernarda Alba, portato in scena al National Theatre con Harriet Walter e la regia di Rebecca Frecknall.

## Filmografia

### Cinema
- Lady Macbeth, regia di William Oldroyd (2016)
- Secret Love (Mothering Sunday), regia di Eva Husson (2021)
- Il prodigio (The Wonder) regia di Sebastián Lelio (2022)
- The End We Start From, regia di Mahalia Belo (2023)
- Die, My Love, regia di Lynne Ramsay (2025)

### Televisione
- Normal People – miniserie TV, 11 puntate (2020)
- Conversations with Friends – miniserie TV, 4 puntate (2022)

## Teatro
- Many Moons (2011)
- Little on the Inside (2013)
- Astronauts (2014)
- Revolt. She Said. Revolt Again. (2014)
- Little Light (2015)
- We Want You to Watch (2015)
- The Lone Pine Club (2015)
- Ophelias Zimmer (2015)
- Anatomia di un suicidio (Anatomy of a Suicide, 2017)
- La Maladie de la mort (2018)
- [BLANK] (2019)
- Outline. Transit. Kudos. (2020)

## Riconoscimenti
- Premio Emmy
  - 2020 - Candidatura alla miglior sceneggiatura in una miniserie o film per Normal People
- British Academy Film Awards
  - 2018 - Candidatura al miglior film britannico per Lady Macbeth
  - 2018 - Candidatura al miglior debutto di un regista, sceneggiatore o produttore britannico per Lady Macbeth
  - 2023 - Candidatura al miglior film britannico per Il prodigio